# Tsubaki Nekoi

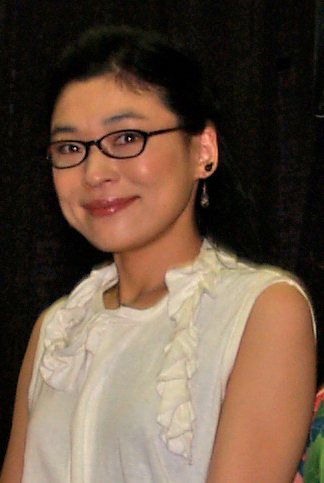
Tdubaki Nekoi en la Expo 2006.

Tsubaki Nekoi (猫井 椿 Nekoi Tsubaki) es miembro del grupo de artistas creadoras de manga, CLAMP. Es la coordinadora y su labor en el equipo incluye aplicar semitonos y corregir las ilustraciones de los manga. Es también la artista líder (faceta que normalmente recae en Mokona) de las series Legal Drug, The One I Love, Wish, Card Captor Sakura y Suki. Dakara Suki.
Durante el 15 aniversario de CLAMP en 2004, ella y el resto del equipo se cambiaron los nombres porque al parecer querían probar con nuevos apodos.

## Perfil
- Fecha de nacimiento: 21 de enero de 1969
- Tipo de sangre: A
- Lugar de nacimiento: Kioto, Japón